# Niesenberg bei Weinsheim
Koordinaten: 50° 13′ 26,8″ N, 6° 29′ 10,7″ O
Das Naturschutzgebiet Niesenberg bei Weinsheim ist benannt nach dem Dolomithügel „Niesenberg“ südöstlich der Ortslage von Weinsheim im Eifelkreis Bitburg-Prüm in Rheinland-Pfalz. Es liegt in der Prümer Kalkmulde auf einer Höhe von ca. 540 m ü. NHN.

## Naturschutzgebiet
Der Niesenberg bei Weinsheim wurde am 17. September 1985 von der Bezirksregierung Trier als Naturschutzgebiet ausgewiesen. Das Schutzgebiet hat eine Größe von ca. 8,5 ha und liegt ausschließlich auf der Gemarkung von Weinsheim; es trägt die Kennung „NSG-7100-142“. Der Schutzzweck ist die Erhaltung des Niesenbergs mit seinem artenreichen Kalkmagerrasen und Kiefernbestand als Lebensraum seltener und bestandgefährdeter wildwachsender Pflanzenarten, Pflanzengesellschaften und wildlebender Tierarten sowie aus geologischen Gründen.

## Arten
Im Naturschutzgebiet findet man heute folgende, zum Teil auf der roten Liste stehende Arten:
Pflanzen
- Schillergras (Koeleria pyramidata)
- Deutscher Enzian (Gentianella germanica)
- Fransen-Enzian (Gentianella ciliata)
- Stängellose Kratzdistel (Cirsium acaule)
- Große Braunelle (Prunella grandiflora)
- Kühchenschelle (Pulsatilla vulgaris)
- Katzenpfötchen (Antennaria dioica)
- Leimkraut (Thesium pyrenaicum)
- Kugelige Teufelskralle (Phyteuma orbiculare)
- Akelei (Aquilegia vulgaris)
- Mückenhändelwurz (Gymnadenia conopsea)
- Fliegenragwurz (Ophrys insectifera)
- Grüne Hohlzunge (Coeloglossum viride)
- Einknolle (Herminium monorchis)
- Manns-Knabenkraut (Orchis mascula)
- Zweiblatt (Listera ovata)
- Wacholder (Juniperus communis)

Vögel
- Graureiher (Ardea cinerea)
- Turmfalke (Falco tinnunculus)
- Mauersegler (Apus apus)
- Elster (Pica pica)
- Zilpzalp (Phylloscopus collybita)
- Mönchsgrasmücke (Sylvia atricapilla)
- Rotkehlchen (Erithacus rubecula)
- Feldsperling (Passer montanus)
- Buchfink (Fringilla coelebs)
- Goldammer (Emberiza citrinella)
- Stockente (Anas platyrhynchos)
- Aaskrähe (Corvus corone)
- Schwarzmilan (Milvus migrans)